# Chains of Gold
Chains of Gold es un telefilme estadounidense de 1991 protagonizado y coescrito por John Travolta. Fue dirigido por Rod Holcomb e incluye una de las primeras apariciones de Joseph Lawrence. La película se estrenó en el canal Showtime el 15 de septiembre de 1991. Filmada en Miami, es la única película coescrita hasta la fecha por el nominado al Óscar John Travolta.

## Sinopsis
Scott Barnes es un exejecutivo de publicidad convertido en trabajador social que vive en Miami. También es un alcohólico en recuperación que dejó de beber después de matar accidentalmente a su hijo en un accidente de tráfico. Uno de sus casos es el de Tommy, un chico de la calle que ha estado vendiendo crack para una organización llamada Programa de Incentivos Juveniles (YIP). Barnes no está al tanto de esto, pero sospecha algo cuando Tommy compra regalos costosos para su madre y su hermana. También se da cuenta del tatuaje de YIP en su brazo. Tommy es secuestrado por la YIP y obligado a empacar crack en frascos en un edificio abandonado con muchos otros jóvenes. Scott, sospechando lo peor, decide ayudar al joven.

## Reparto
- John Travolta es Scott Barnes.
- Marilu Henner es Jackie.
- Joey Lawrence es Tommy.
- Bernie Casey es Falco.
- Hector Elizondo es Ortega.
- Benjamin Bratt es Carlos.
- Ramón Franco es James.
- Conchata Ferrell es Martha Burke.
- Tammy Lauren es Rachel Burke.